# حمام الصفارين

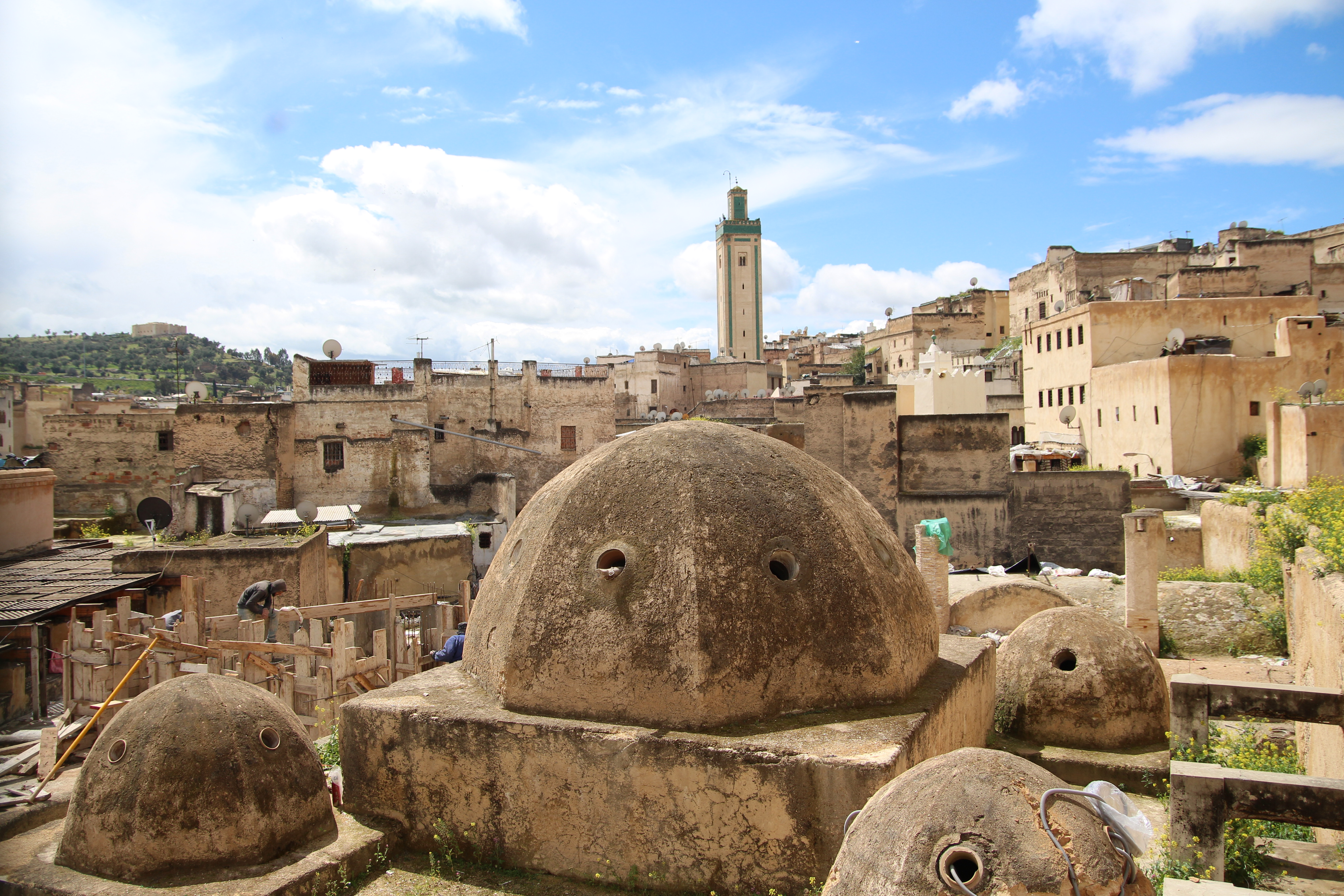
منظر على السطح للقباب (فوق غرفة الأبوديتيريوم) في حمام الصفارين

حمام الصفارين هو حمام تاريخي يقع في المدينة القديمة لفاس بالمغرب. يقع على الجانب الجنوبي الغربي من ساحة الصفارين، مقابل مدرسة الصفارين وجنوب جامعة القرويين.

## تاريخ
يعود تاريخ الحمام إلى القرن الرابع عشر خلال الفترة المرينية. ربما كان المقصود أصلاً تلبية احتياجات صانعي النحاس المحليين الذين عملوا في المحلاّت التجارية وورش العمل حول ساحة الصفارين. يعتبر الحمّام واحدا من العديد من الحمامات التي نجت في المدينة، ويرجع الفضل في ذلك جزئيًا إلى الشعبية المستمرة للحمام في الثقافة المغربية على مر القرون وحتى يومنا هذا.
يربط السكان المحليون هذا الحمام بمقابر اثنين من الأولياء المسلمين الصوفيين، هما سيدي طلوق وسيدي أحمد الصقلي، على الرغم من عدم وجود مقابر لهما، والعلاقة الدقيقة بين الحمام والوليّين غير مثبتة بشكل واضح. ومع ذلك، غالبًا ما يُعتقد أن بركة الوليّين تساهم في التطهير الذي يمكن تحقيقه في الحمام. هذا الارتباط الشعبي أو الصوفي مع بعض الأولياء المسلمين يميز العديد من الحمامات في فاس.:250
احتفظ الحمام بشكل عام بتصميمه التقليدي. تم ترميمه مؤخرًا تحت إشراف المهندس المعماري رشيد الحلاوي، كجزء من مشروع تقوده النمسا لترميم الحمامات التاريخية المختلفة عبر منطقة البحر الأبيض المتوسط.

## الوظيفة الاجتماعية
يلعب حمام الصفارين والحمامات الأخرى في المراكز الحضرية المغربية التقليدية دورًا اجتماعيًا وروحيًا مهمًا. سمحت الحمامات للسكان المحليين، وخاصة السكان الفقراء، بالوضوء وكذلك الحفاظ على الصحة العامة والنظافة. حتى اليوم، لا يزال الحمام يستخدم كمرفق اقتصادي سهل الوصول إليه لسكان المدن الأكثر فقراً. كما شارك الحمام في طقوس وتقاليد النظافة الأخرى المرتبطة بالزواج والولادة والختان. أتي المتزوجون حديثًا إلى الحمام للاستحمام والصلاة ولديهم ركن خاص لهم حيث يضيئون الشموع. تأتي النساء اللواتي ولدن إلى الحمام أيضًا للحصول على تدليك خاص.
وبناءً على ذلك، كانت الحمامات أيضًا مساحات مهمة للنساء لأنها كانت واحدة من المؤسسات العامة القليلة التي وفرت لهن مساحة مخصصة للنساء فقط خارج المنزل. (كان لمعظم الحمامات ساعات عمل منفصلة للرجال والنساء، في حين كان حمام الصفارين واحدًا من القلائل الذين لديهم مرافق منفصلة لكليهما.:249) وبالتالي، فقد لعبت النساء دورًا فعالًا في نقل العديد من التقاليد الاجتماعية المرتبطة بالحمام.

## العمارة والتشغيل
كما هو الحال مع بعض الحمامات الأخرى في المدينة، يقع حمام الصفارين بجوار بئر أو نبع طبيعي يوفر بعضًا من مياهه وهو مبني في منطقة منحدرة مما يسهل الصرف. مثل الحمامات الأخرى في المدينة، فإن مبنى الحمام ليس بارزًا جدًا من الخارج، ولكن يمكن التعرف عليه من أسطح المنازل من خلال قبابه المثقوبة التي تتميز بهندسة الحمامات. من ساحة الصفارين يتم تمييزه فقط بمدخل قوس حدوة الحصان، يؤدي منه ممر منحني إلى الداخل.
يتشابه تصميم الحمام مع تصميم معظم الحمامات التاريخية في المدينة وهو موروث من نموذج الحمامات الرومانية. كانت الغرفة الأولى التي من جهة الشارع هي الأكبر، وكانت مُخصّصة لخلع الملابس (تُسمّى «الڭُلْسة» في اللهجة المغربية)، أي ما يعادل الروماني الأبوديتيريوم. تميزت غرفة خلع الملابس في حمام الصفارين بكونها أكثر ثراءً من تلك الموجودة في معظم الحمامات المغربية. تتكون الحجرة من مربع كبير يتميز بأربعة أعمدة مغطاة بقبة كبيرة عالية تقع داخل مربع كبير تغطي أركانه أربعة قباب أصغر بكثير. تم تزيين القبة الرئيسية وأقواس الغرفة بزخارف جصية منحوتة، بينما غطيت الجدران السفلية ببلاط الزليج. يتميز الجدار الجنوبي الغربي للحجرة بنافورة جدارية مزينة بزخارف هندسية إسلامية ملونة من الزليج، أسفلها حوض مائي. تحتوي الغرفة أيضًا على مقاعد وخزائن تخزين حول محيطها. بالقرب من المدخل توجد أيضًا منطقة استقبال أو مكتب حيث يمكن للزوار الدفع مقابل الخدمات. كان يحق للزوار عمومًا الحصول على أربعة أو خمسة دلاء من الماء، وكان عليهم الدفع إذا أرادوا المزيد.
ينتقل الزوار من غرفة خلع الملابس إلى منطقة الاستحمام أو الغسيل التي تتكون من ثلاث غرف. من بين الحمامات التاريخية في فاس، يعتبر حمام الصفارين فريدًا من نوعه في وجود غرف منفصلة للرجال والنساء. وقد سمح ذلك بأن يكون الحمام مفتوحًا لكلا الجنسين طوال اليوم، بدلاً من الاحتفاظ بساعات عمل منفصلة للرجال والنساء.:249 الغرف الثلاث بالترتيب هي: الغرفة الباردة («البرّاني» باللهجة المغربية)، أي ما يعادل فريجيداريوم، والغرفة الوسطى أو الغرفة الدافئة («الوسطي» باللهجة المغربية)، أي ما يعادل تيبيداريوم، والغرفة الحارة («الدّخلي» باللهجة المغربية) تعادل كالداريوم. جميع الغرف الثلاث مغطاة بأسقف مقببة. تحتوي الغرف الدافئة أيضًا على غرفة جانبية صغيرة أو تجاويف يمكن أن توفر خصوصية إضافية للاستحمام. كما يُتيح الممر المؤدي من غرفة خلع الملابس إلى الغرفة الباردة الوصول إلى مجموعة من مرحاض المعسكر (مراحيض اليوم) على طول الطريق.
كان الحمام يحتوي على فرنين (أحدهما لقسم النساء والآخر لقسم الرجال) كانا موجودين في الجزء الخلفي من الحمام خلف الغرف الساخنة مباشرة، ولكن على مستوى أقل من الغرف المجاورة. تم تسخين الغرف الدافئة والساخنة باستخدام نظام هيبوكاوستوم التقليدي تمامًا كما فعلت الحمامات الرومانية. يمر الدخان الساخن المتصاعد من الحرائق تحت أرضيات الغرف ثم يتصاعد من خلال مداخن داخل الجدران وصولاً إلى المداخن. يتم تسخين المياه في مرجلين نحاسيين ضخمين (تم تصنيعهما في ورش ساحة صفارين بالخارج) وُضعا فوق النيران. ثم يتم نقل المياه الساخنة وصبها في حوض ماء كبير (يسمى «البَرْمة») في منتصف الغرفة الساخنة. من هذا الحوض، يتم نقل الماء أيضًا في دلاء إلى الغرفة الدافئة. تتطلب الأفران وقودًا ثابتًا، وبالتالي فهي بحاجة إلى العمال طوال ساعات تشغيل الحمام. يتم توفير الوقود، الذي تم نقله مباشرة إلى الحمام على ظهور الحمير، عن طريق الخشب، وعن طريق إعادة تدوير نفايات المنتجات الثانوية للصناعات الأخرى في المدينة مثل نشارة الخشب من ورش النجارين وحفر الزيتون من معاصر الزيتون القريبة. استمر استخدام هذا النظام التقليدي حتى القرن الحادي والعشرين.